# Asplenium dietrichianum
Asplenium dietrichianum là một loài dương xỉ trong họ Aspleniaceae. Loài này được Luerss. mô tả khoa học đầu tiên năm 1873.
Danh pháp khoa học của loài này chưa được làm sáng tỏ. 